# Majkop-kultúra

Majkop-kultúra elterjedése

A Majkop-kultúra a kora bronzkor (i. e. 4. évezred utolsó kétharmada) régészeti kultúrája, területe az  előtere, a Tamany-félszigettől Csecsenföldig és a Bejala folyó területéig.

## Története
A majkopi régészeti kultúra a kb. 3700-tól 3000-ig itt élő népesség hagyatéka.
E régészeti kultúra nevét is az itt talált leghíresebb műemlékéről vette, mely egy körülbelül 11 méter magas domb alatti, fával bélelt, gerendákkal fedett, válaszfallal 3 részre osztott sírgödör volt, melyet a benne talált gazdag leletanyag alapján egy egykori vezér temetkezési helyének gondolnak, mivel a tárgyak sokasága és gazdagsága kiemelkedik a bronzkori régészeti leletek közül.
A sírból az arany és ezüst edényeken kívül többek között különböző eszközök, köztük balták, vésők, réz- és agyagedények kerültek felszínre.
A régészek a mai napig a Tamany-félszigettől Dagesztánig több mint 200 e kultúrához tartozó lelőhelyet fedeztek fel, majd a 20. század végén pedig a régészek e kultúra ősi településeinek nagy csoportjának is a nyomára bukkantak a Belaja folyó medencéjében valamint a Fars folyó mellett, az Adigea lábánál és a hegyvidéki részeken.
A Majkop-kultúra leghíresebb települése az egy magas fennsíkra épült Mesoko település, melyet 4 méter szélességet is elérő magas védőfallal vettek körül, Lakóházai pedig vályogból, a védőfalakhoz csatlakozva épültek. Lakói foglalkozása főleg az állattartás és földművelés volt, de magas szinten űzték a bronzkohászatot is.

## Eredetük
Maikop első lakói a történészek feltevései szerint Mezopotámiából vagy Kis-Ázsiából költözhettek a Kubán területére, ahonnan magukkal hozták a fazekaskorongon kívül az ősi keleti civilizáció több vívmányát is, mint például a szövést, és a fémtermékek művészi szintű megmunkálásának a tudományát is.